# تشاك أرنولد
تشاك أرنولد (بالإنجليزية: Chuck Arnold)‏ هو سائق فورمولا 1 ومهندس أمريكي، ولد في 30 مايو 1926 في ستامفورد في الولايات المتحدة، وتوفي في 4 سبتمبر 1997 في سانتا آنا في الولايات المتحدة.

## روابط خارجية
- تشاك أرنولد على موقع DriverDB.com (الإنجليزية)